# Rudolf Viest
Rudolf Viest (ur. 24 września 1890 w Revúcy, zm. 1945 we Flossenbürgu) – słowacki wojskowy, generał dywizji, minister czechosłowackiego rządu uchodźczego, drugi dowódca słowackiego powstania narodowego. Pośmiertnie awansowany do stopnia generała armii.

## Biografia
Jedyny generał okresu Pierwszej Republiki Czechosłowackiej wywodzący się ze Słowacji.
Zamordowany przez Niemców po dostaniu się do niewoli.

## Odznaczenia (lista niepełna)
- Order Czerwonego Sztandaru – 1969, CSRS, pośmiertnie
- Order Słowackiego Powstania Narodowego I Klasy – 1945, pośmiertnie
- Krzyż Wojenny Czechosłowacki (1914–1918) – dwukrotnie
- Order Sokoła z mieczami
- Krzyż Wojenny Czechosłowacki 1939 – 1945, pośmiertnie
- Czechosłowacki Medal Rewolucyjny
- Medal Zwycięstwa
- Czechosłowacki Wojskowy Medal Pamiątkowy
- Order Milana Rastislava Štefánika I klasy
- Order Ľudovíta Štúra I Klasy – 1995, Słowacja, pośmiertnie[3]
- Wielki Oficer i Kawaler Orderu Korony Jugosłowiańskiej – Jugosławia
- Kawaler Legii Honorowej – Francja
- Krzyż Wojenny za I wojnę światową i II wojnę światową – Francja
- Order Gwiazdy Rumunii – Rumunia
- Order Imperium Brytyjskiego – Wielka Brytania
- Military Cross – Wielka Brytania
- 1939–1945 Star – Wielka Brytania
- Krzyż Komandorski z Gwiazdą i Krzyż Komandorski Orderu Odrodzenia Polski